# Le Printemps (film, 1947)
Pour les articles homonymes, voir Printemps (homonymie).
Pour plus de détails, voir Fiche technique et Distribution.
Le Printemps (en russe : Весна, Vesna) est une comédie musicale soviétique réalisée par Grigori Alexandrov et sortie en 1947,.

## Synopsis
Voulant réaliser un film sur une scientifique célèbre, un réalisateur lui cherche un sosie qui pourrait tenir ce rôle. Il en trouve un mais celle-ci débordée entre ses différentes activités peine à tenir le rôle. L'assistant du réalisateur tente alors de convaincre la scientifique de tenir le rôle de façon incognito en se faisant passer pour le sosie.

## Fiche technique
- Titre : Le Printemps
- Titre original : Весна
- Réalisateur : Grigori Alexandrov
- Scénaristes : Grigori Alexandrov, Alexander Raskin, Moris Slobodskoï
- Musique : Isaac Dounaïevski
- Photographie : Youri Ekeltchik
- Son : Viatcheslav Lechtchev
- Chorégraphie : Kasian Goleizovski, Galina Shahovskaya
- Production : Mosfilm
- Date de sortie :  Union soviétique : 2 juillet 1947
- Pays de production :  Union soviétique
- Durée : 104 minutes
- Studios : Studios Barrandov (Prague)

## Distribution
- Nikolai Tcherkassov : Arkadi Mikhailovich Gromov, le réalisateur
- Lioubov Orlova : le professeur Irina Nikitina et Vera Giorgieva Shatrova
- Nikolaï Konovalov (ru) : Lionia Moukhine, le réalisateur adjoint dit l'oncle
- Mikhaïl Sidorkine (ru) : Nikolai Semienovich Rochtchine, un journaliste
- Vassili Zaïtchikov (ru) : le professeur Ivan Nikolaievich Melnikov
- Rostislav Pliatt : Vladimir Ivanovich Boubentsov, l'accessoiriste
- Boris Petker (ru) : Akeki Abramovich, le directeur du théâtre
- Tatiana Gouretskaïa : Tatiana Ivanovna
- Faïna Ranevskaïa : Margarita Lvovna, la femme de ménage d'Irina
- Alekseï Konsovski : acteur
- Mikhaïl Troianovski (ru) : collègue d'Irina Nikitina
- Valentina Telegina : collègue d'Irina Nikitina
- Rina Zelionaïa : maquilleuse
- Gueorgui Youmatov : maquilleur
- Maria Yarotskaïa (ru) : tante Agathe, la bonne

## Récompenses
- Meilleur scénario (Mostra de Venise 1947)

## Autour du film
- Bidentsov, l’accessoiriste fera cet aveu : « Peu importe où l'on travaille pourvu qu'on y fasse rien ! ». À un autre moment "l'Oncle" tentant de pénétrer dans le centre de recherche où travaille le professeur Irina Nikitina, se voit interdire l'entrée par un garde : « C'est interdit ! - Qu'est ce qui est interdit ? - Tout ! »
- C'est au générique du film qu’apparaît pour la première fois l'emblème de la société de production Mosfilm, la représentation de l'ensemble statuaire L'Ouvrier et la Kolkhozienne.